# Транспорт в Канаде
Канада является экономически развитой страной с сильной индустрией добычи полезных ископаемых на обширной территории, занимающей второе место в мире после Российской Федерации.
Транспортная система страны включает в себя более 1,1 миллиона километров автомобильных дорог, десять крупных международных и около трёхсот аэропортов регионального и местного значения, 72 093 километра железнодорожных путей и более 300 коммерческих морских портов, обеспечивающих доступ к акваториям Тихого, Атлантического, Северного Ледовитого океанов, водным пространствам Великих озёр и реки Святого Лаврентия. В 2005 году доходы от транспортного сектора страны составили 4,2 % в ВВП Канады — на 0,5 % больше по сравнению с доходами от добычи нефти и природного газа.
Общие вопросы контроля и регулирования транспорта страны находятся в ведении Министерства транспорта, возглавляемого министром-членом федерального правительства Канады. Задачи обеспечения безопасности, расследования причин инцидентов и несчастных случаев на транспорте входят в компетенцию канадского Агентства безопасности на транспорте.
| Транспортная отрасль       | Доля в процентах |
| -------------------------- | ---------------- |
| Воздушный транспорт        | 9                |
| Железнодорожный транспорт  | 13               |
| Водный транспорт           | 3                |
| Автомобильный транспорт    | 35               |
| Подземное и наземное метро | 12               |
| Трубопроводы               | 11               |
| Экскурсионный транспорт    | 17               |
| Всего:                     | 100              |

## Автомобильный транспорт

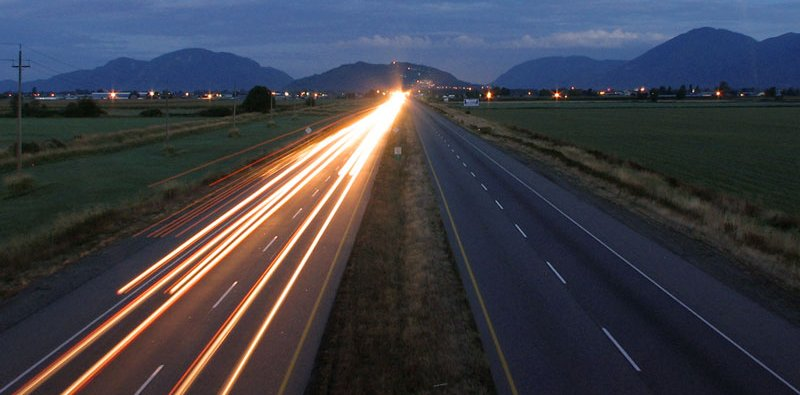
Трансканадская автомагистраль в районе города Чилливак, Британская Колумбия

Общая длина автомобильных дорог в Канаде по данным 2011 года составляла 1 042 300 километров, из которых 415 600 км пришлось на дороги с твёрдым покрытием и 626 700 км — на грунтовые автодороги. Суммарная длина скоростных автомагистралей составляла 17 тысяч километров.

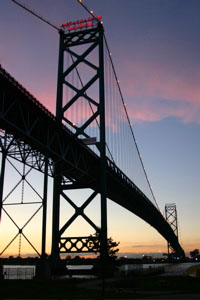
Мост Амбассадор между Уинсором (Онтарио) и Детройтом (Мичиган) — один из важнейших объектов транспортной инфраструктуры торговых отношений между Канадой и США

В 2006 году в стране было зарегистрировано 19 499 843 автотранспортных средств. Из них 96,1 % заняли автомобили массой до 4,5 тонн, 2,3 % — автомобили от 4,5 до 15 тонн и 1,6 % — машины с массой более 15 тонн. По данным статистики суммарный пробег всех зарегистрированных в стране автотранспортных средств в 2006 году составил 326,14 млрд километров, из которых 296,9 млрд км пришлось на автомобили массой до 4,5 тонн, 7,4 млрд км — между 4,5 и 15 тоннами и 21,8 млрд км — на машины с массой более 15 тонн. Общий показатель километража для грузовиков с массой от 4,5 до 15 тонн распределился следующим образом: 92,2 % пришлось на поездки внутри одной провинции страны, 4,5 % — между провинциями и 3,2 % на переезды между Канадой и Соединёнными Штатами Америки. Для грузовых машин с массой более 15 тонн аналогичная статистика выглядит несколько по-другому: 58 % составили поездки внутри одной провинции страны, 18,4 % — между провинциями, 15,4 % — между Канадой и США и 8,4 % пришлось на переезды между пунктами за пределами Канады.
Автомобильный парк Канады расходует около 31,1 млрд литров бензина и более 10,1 млрд литров дизельного топлива в год. Автомобильный транспорт является доминирующим видом пассажирских и грузовых перевозок в стране, доход от данного вида транспорта составляет 35 % от всего валового внутреннего продукта транспортной индустрии Канады в сравнении с 25 %, приходящимися на железнодорожный, воздушный и водный виды транспорта вместе взятые.
До завершения строительства Северо-Западной системы шоссейных дорог (Аляскинской трассы) и во время работ на Трансканадской автомагистрали все автомобильные дороги страны находились в собственности региональных и муниципальных властей. Аляскинская автотрасса была достроена в 1942 году во время Второй мировой войны, связав между собой Форт Сент-Джон в Британской Колумбии и Фэрбанкс в штате Аляска.
Работы по строительству Трансканадской автомагистрали начались в 1949 году с принятием соответствующего законодательного акта 10 декабря того же года и финансировались за счёт средств федерального бюджета и бюджетов провинций страны. Грандиозный проект возведения Трансканадской автомагистрали был завершён в 1962 году, трасса протянулась от побережья Атлантического до побережья Тихого океанов на 7821 километр, а сумма израсходованных на реализацию проекта средств составила 1,4 миллиардов долларов США в ценах 1962 года.
Деятельность любого рода на канадских автомагистралях регулируется положениями Закона о безопасности автотранспортных средств 1971 года и Закона о дорожном движении от 1990 года. Уровень безопасности на автомобильных дорогах Канады по международным стандартам классифицируется как «умеренно хороший» и повышается из года в год как в части снижения числа аварий из расчёта на душу населения, так и уменьшения автодорожных инцидентов исходя из расчёта на каждый миллиард общего пробега всех зарегистрированных автотранспортных средств страны в год.

## Воздушный транспорт
В 2005 году воздушные перевозки заняли долю в 9 % в валовом внутреннем продукте транспортной индустрии Канады. Крупнейшим коммерческим авиаперевозчиком и флагманской авиакомпанией страны является Air Canada, перевёзшая по результатам 2005 года 34 миллиона пассажиров и эксплуатирующая вместе со своим региональным партнёром Air Canada Jazz воздушный флот из 368 самолётов. Второе место занимает компания CHC Helicopter — самый крупный оператор вертолётов в мире, имеющий в собственном парке 150 машин. На третьем месте находится образованная в 1996 году бюджетная авиакомпания Канады WestJet с собственным флотом из 86 воздушных судов. Значительный толчок в развитии авиационная индустрия страны получила после подписания в 1995 году между Канадой и США двустороннего соглашения «Об открытом небе», в результате чего рынок коммерческих авиаперевозок двух стран стал более конкурентоспособным и менее регулируемым со стороны государственных структур.
Вопросами разработки стандартов и правил обеспечения безопасности на транспорте занимаются сотрудники Канадского транспортного агентства, в задачи которого входит также проведение периодических проверок всех авиакомпаний, зарегистрированных в Министерстве транспорта Канады. Ответственность за непосредственное обеспечение безопасности воздушного движения в стране возложена на федеральное Агентство безопасности на транспорте. В 1994 году правительством страны была принята Национальная программа аэропортов Канады, полномасштабная реализация которой в настоящее время буксует в силу ряда возникших причин.

### Важнейшие аэропорты

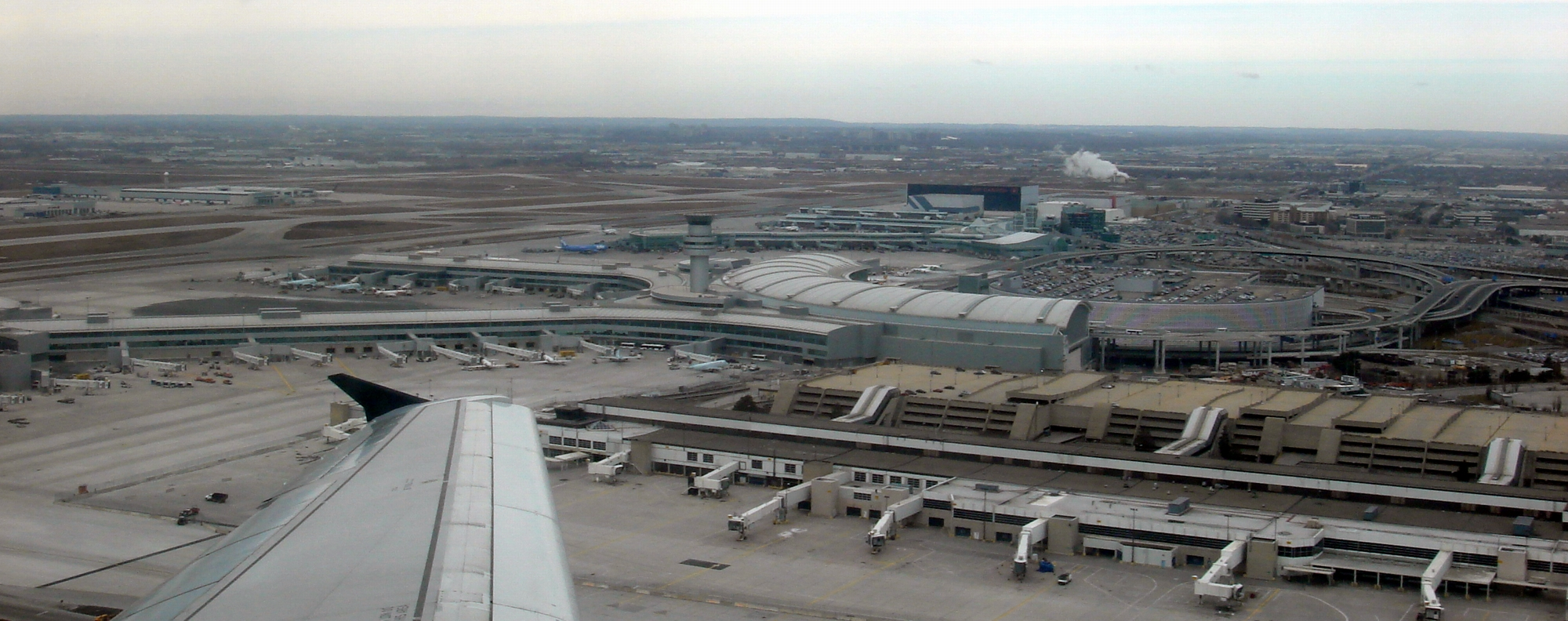
Международный аэропорт Торонто Пирсон — крупнейший коммерческий аэропорт Канады

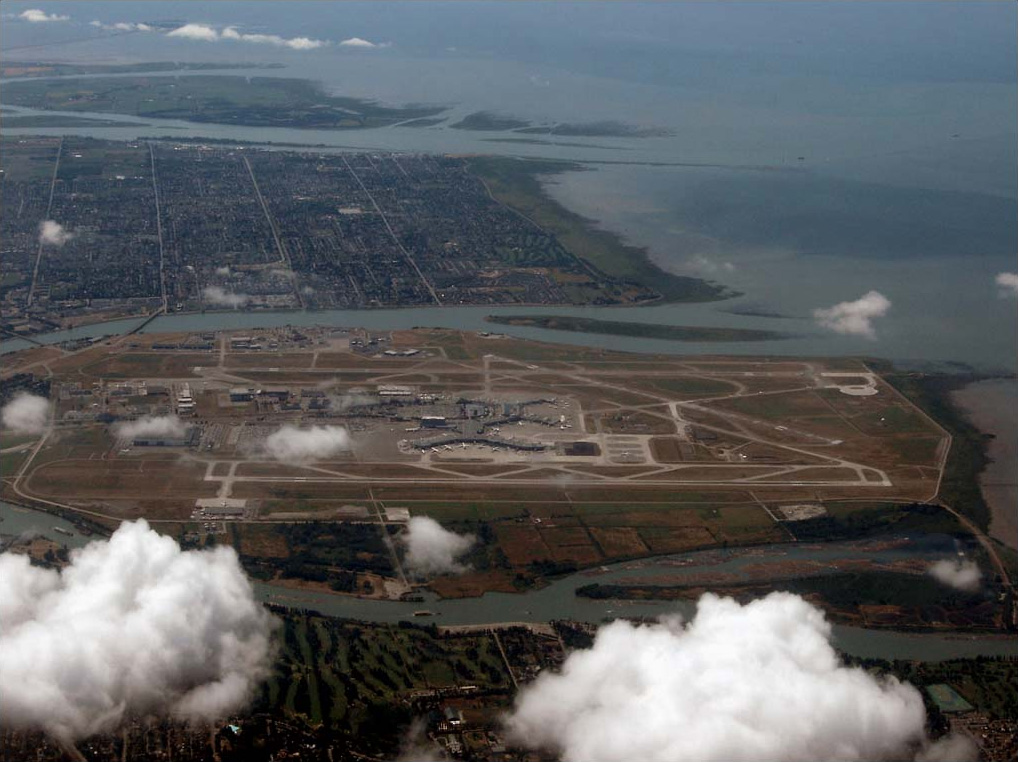
Международный аэропорт Ванкувер

Из более, чем 1700 официально зарегистрированных аэродромов, сертифицированных аэропортов, вертолётных площадок и гидроаэропортов Канады, 26 входят в особый список Национальной системы аэропортов (NAS) страны. В данный список включаются аэропорты, стабильно показывающие объём годового пассажирооборота в 200 тысяч человек, либо обеспечивающие регулярные авиарейсы между столицами территорий и провинций Канады. В перечне NAS присутствует и исключительный случай в виде Международного аэропорта Монреаль/Мирабель, пассажирский трафик через который упал ниже 200 тысяч человек в год, однако аэропорт до настоящего времени не был исключён из списка Национальной системы аэропортов. Все 26 объектов NAS входят в собственность Правительства Канады, которое сдаёт их в аренду муниципальным и региональным властям. Следующий уровень иерархии канадских аэропортов занимают 64 региональных и местных объектов, ранее принадлежавших федеральному правительству, а ныне находящиеся в частной и (чаще всего) в муниципальной собственности.
По данным аэронавигационной службы Канады NAV CANADA, опубликованным в ноябре 2008 года, 41 аэропорт страны оборудован башней командно-диспетчерского пункта и 59 аэропортов имеют собственные базы технического обслуживания воздушных судов.
Ниже приведена таблица десяти крупнейших коммерческих аэропортов Канады по показателю пассажирского трафика за 2008 год. Возглавляет список Международный аэропорт Торонто Пирсон — единственный канадский аэропорт, вошедший в 2006 году в тридцатку крупнейших аэропортов мира по аналогичному показателю. По данным Министерства транспорта страны в 2008 году услугами десяти самых загруженных аэропортов Канады воспользовалось 95,9 миллионов человек.
| Место | Аэропорт                                                            | Расположение                  | Всего пассажиров | Динамика |
| ----- | ------------------------------------------------------------------- | ----------------------------- | ---------------- | -------- |
| 1     | Международный аэропорт Торонто Пирсон                               | Торонто, Онтарио              | 32 334 831       | 2,8 %    |
| 2     | Международный аэропорт Ванкувер                                     | Ванкувер, Британская Колумбия | 17 852 459       | 2,0 %    |
| 3     | Международный аэропорт Калгари                                      | Калгари, Альберта             | 12 506 893       | 2,0 %    |
| 4     | Международный аэропорт имени Пьера Эллиота Трюдо                    | Монреаль, Квебек              | 12 379 843       | -0,2 %   |
| 5     | Международный аэропорт Эдмонтон                                     | Эдмонтон, Альберта            | 6 437 334        | 6,1 %    |
| 6     | Международный аэропорт Оттавы имени Макдональда-Картье              | Оттава, Онтарио               | 4 320 000[A]     | 5,5 %    |
| 7     | Международный аэропорт Галифакс Стэнфилд                            | Галифакс, Новая Шотландия     | 3 578 931        | 3,2 %    |
| 8     | Международный аэропорт Виннипег имени Джеймса Армстронга Ричардсона | Виннипег, Манитоба            | 3 570 033        | 0,1 %    |
| 9     | Международный аэропорт Виктория                                     | Виктория, Британская Колумбия | 1 538 417        | 3,8 %    |
| 10    | Международный аэропорт Келоуна                                      | Келоуна, Британская Колумбия  | 1 389 883        | 1,9 %    |

1. A приблизительная цифра

## Железнодорожный транспорт

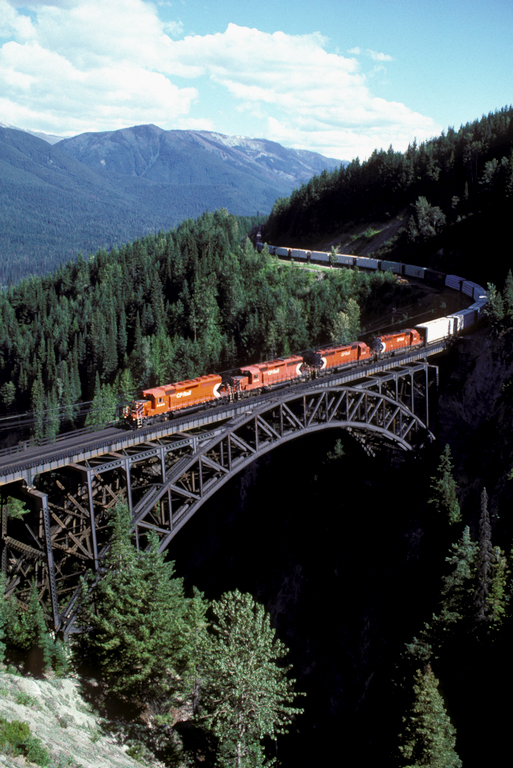
Состав Canadian Pacific Railway на перевале Роджер-Пасс

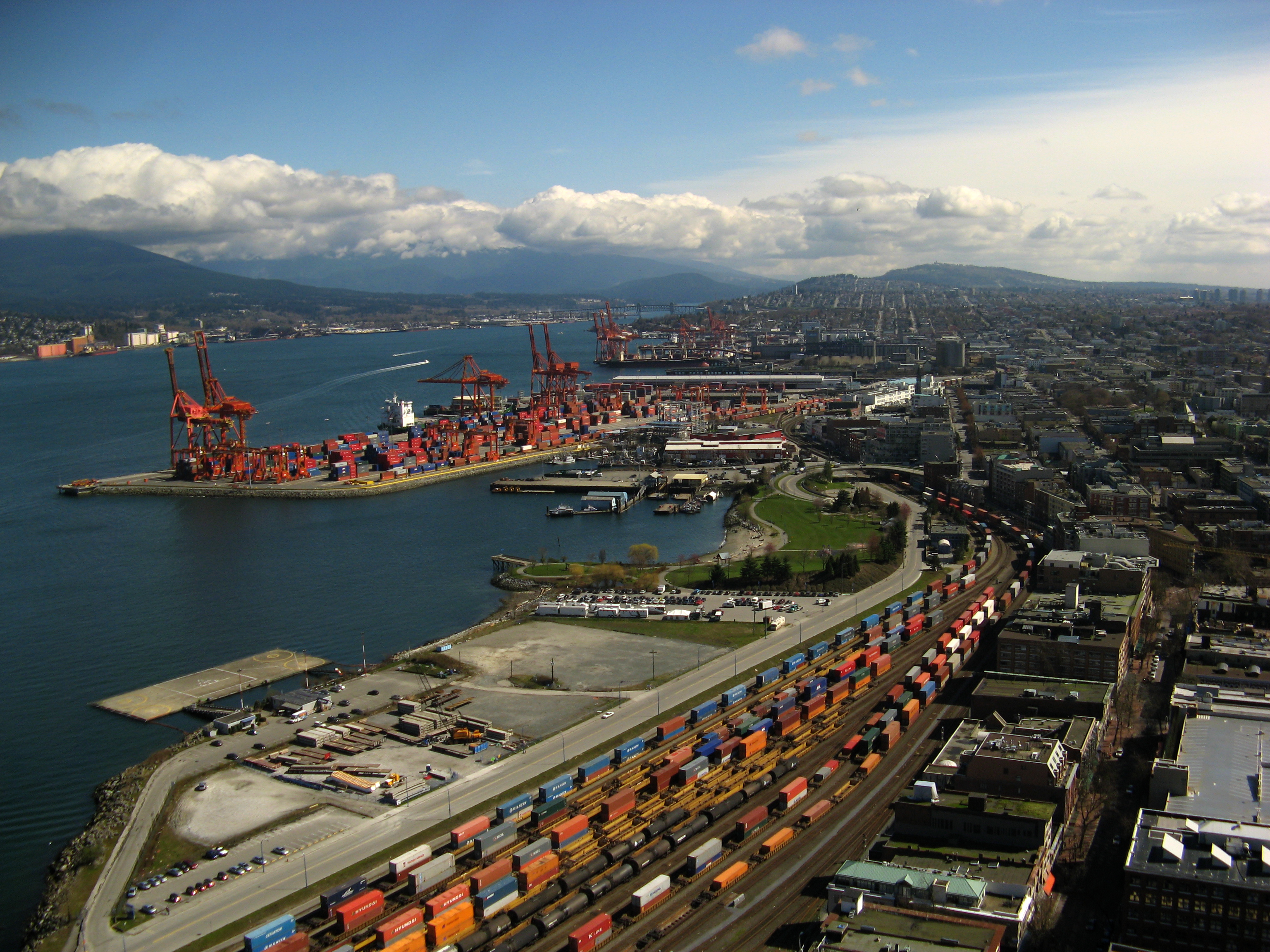
Морской порт Ванкувера, крупнейший порт в Канаде

Общая длина железнодорожных путей в Канаде в 2007 году составила 72 212 километров. Доход отрасли по итогам 2006 года достиг 10,4 млрд долларов США, из которых 2,8 % составили пассажирские междугородние перевозки. Всего железнодорожным транспортом за год было перевезено 357 млрд тонно-километров грузов и 4,33 млн пассажиров (1,44 млрд пассажиро-километров), что в сравнении с пассажирскими перевозками автомобильным транспортом (491 млрд пкм) является ничтожно малым показателем. В стране работают два крупнейших оператора грузовых железнодорожных перевозок: Canadian National Railway и Canadian Pacific Railway, каждый из которых имеет разветвлённую маршрутную сеть как в Канаде, так и в нескольких штатах США. По состоянию на 2006 год в секторе железнодорожного транспорта Канады работало 34 280 человек.
Сегмент рынка пассажирских перевозок на железнодорожном транспорте почти полностью занят федеральной государственной корпорацией Via Rail. Три небольшие компании работают в секторе пригородных пассажирских перевозок: фирма AMT («Столичная транспортная служба») в Монреале, GO Transit в Торонто, West Coast Express в Ванкувере и ещё три компании Ontario Northland Railway, Rocky Mountaineer и Algoma Central Railway работают на маршрутах местного значения и между отдалёнными сельскими районами.
В стране эксплуатируется стандартная железнодорожная колея шириной 1435 миллиметров.
Канада связана железнодорожным сообщением с континентальными штатами США. Прямого железнодорожного пути с Аляской у страны нет и в данное время действует паромная переправа из города Принс-Руперт (Британская Колумбия).

## Водный транспорт
В 2005 году в морских и речных портах Канады общий грузооборот составил 139,2 млн тонн. Крупнейшим портом страны является морской порт Ванкувера, на долю которого приходится около 15 % всего грузооборота или в количественном выражении — 68 млн тонн грузов на внутренних и международных морских перевозках в год.
Основные процедуры по регистрации морских и речных судов проводит Министерство транспорта Канады. В обязанности министерства также входят функции обеспечения безопасности крупных морских кораблей и капитанскую проводку судов в портах. Значительная часть инфраструктуры речных и морских портов передано из федеральной собственности в собственности территорий, провинций и муниципалитетов страны.
Длина внутренних водных маршрутов Канады составляет 3 тысячи километров, включая Морской путь Святого Лаврентия.
| Место | Порт         | Провинция               | Двадцатифутовый эквивалент | Штук       | Грузооборот контейнеров (тонн) |
| ----- | ------------ | ----------------------- | -------------------------- | ---------- | ------------------------------ |
| 1     | Ванкувер     | Британская Колумбия     | 2 207 730                  | 1 282 807  | 17 640 024                     |
| 2     | Монреаль     | Квебек                  | 1 288 910                  | 794 735    | 11 339 316                     |
| 3     | Галифакс     | Новая Шотландия         | 530 722                    | 311 065    | 4 572 020                      |
| 4     | Сент-Джонс   | Ньюфаундленд и Лабрадор | 118 008                    | 55 475     | 512 787                        |
| 5     | Река Фрейзер | Британская Колумбия     | 94 651                     | нет данных | 742 783                        |
| 6     | Сент-Джон    | Нью-Брансуик            | 44 566                     | 24 982     | 259 459                        |
| 7     | Торонто      | Онтарио                 | 24 585                     | 24 585     | 292 834                        |

### Паромные переправы

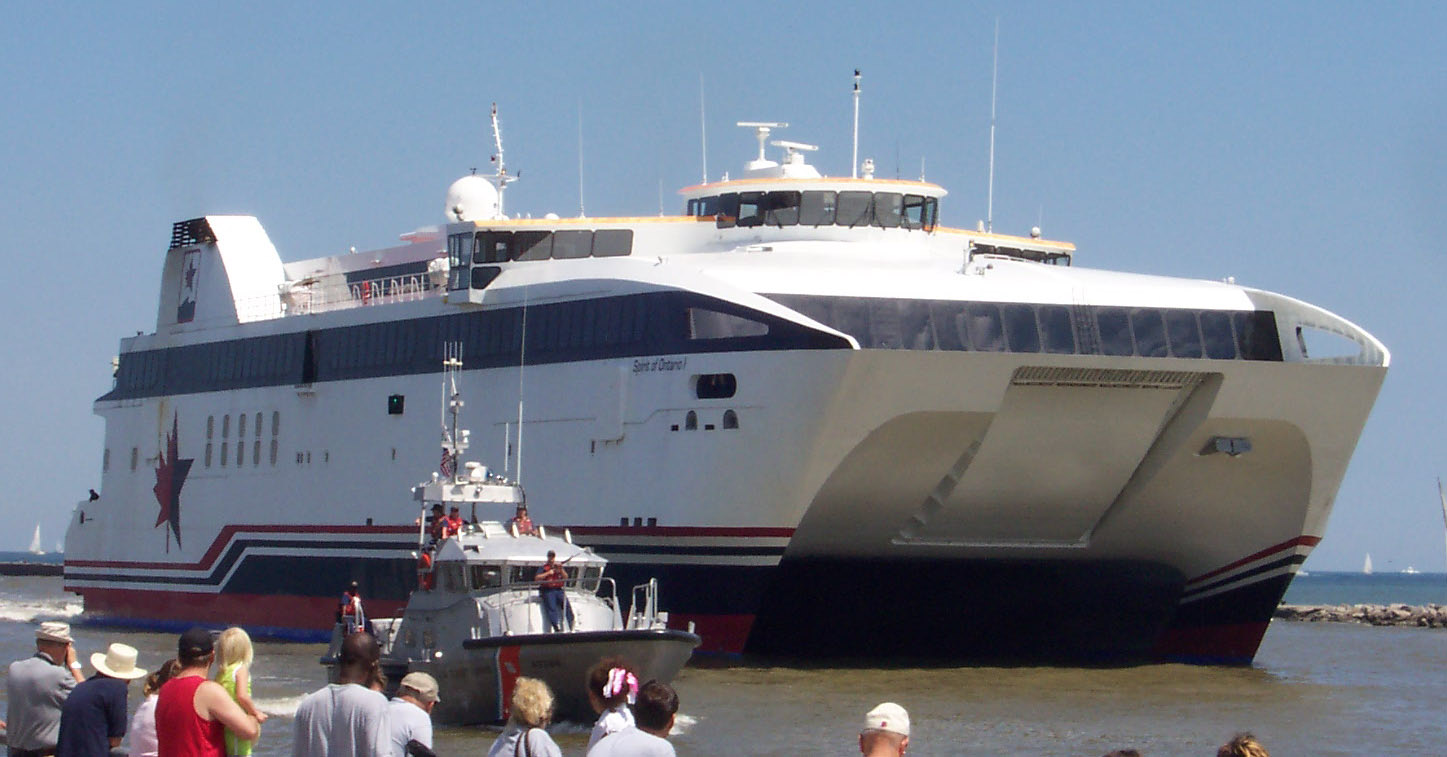
Лайнер Spirit of Ontario I — часть одной из паромных переправ

- Пассажирские паромные переправы:

Остров Ванкувер — материковая часть Канады;
несколько населённых пунктов Саншайн-Кост — материковая часть Канады и Аляска;
международная переправа до французской колонии Сен-Пьер и Микелон;
- Паромные переправы автомобилей:

Новая Шотландия — Ньюфаундленд и Лабрадор;
Квебек — Лабрадор;
Лабрадор — остров Ньюфаундленд;
- Железнодорожные паромные переправы:

Британская Колумбия — Аляска и штат Вашингтон.

### Каналы

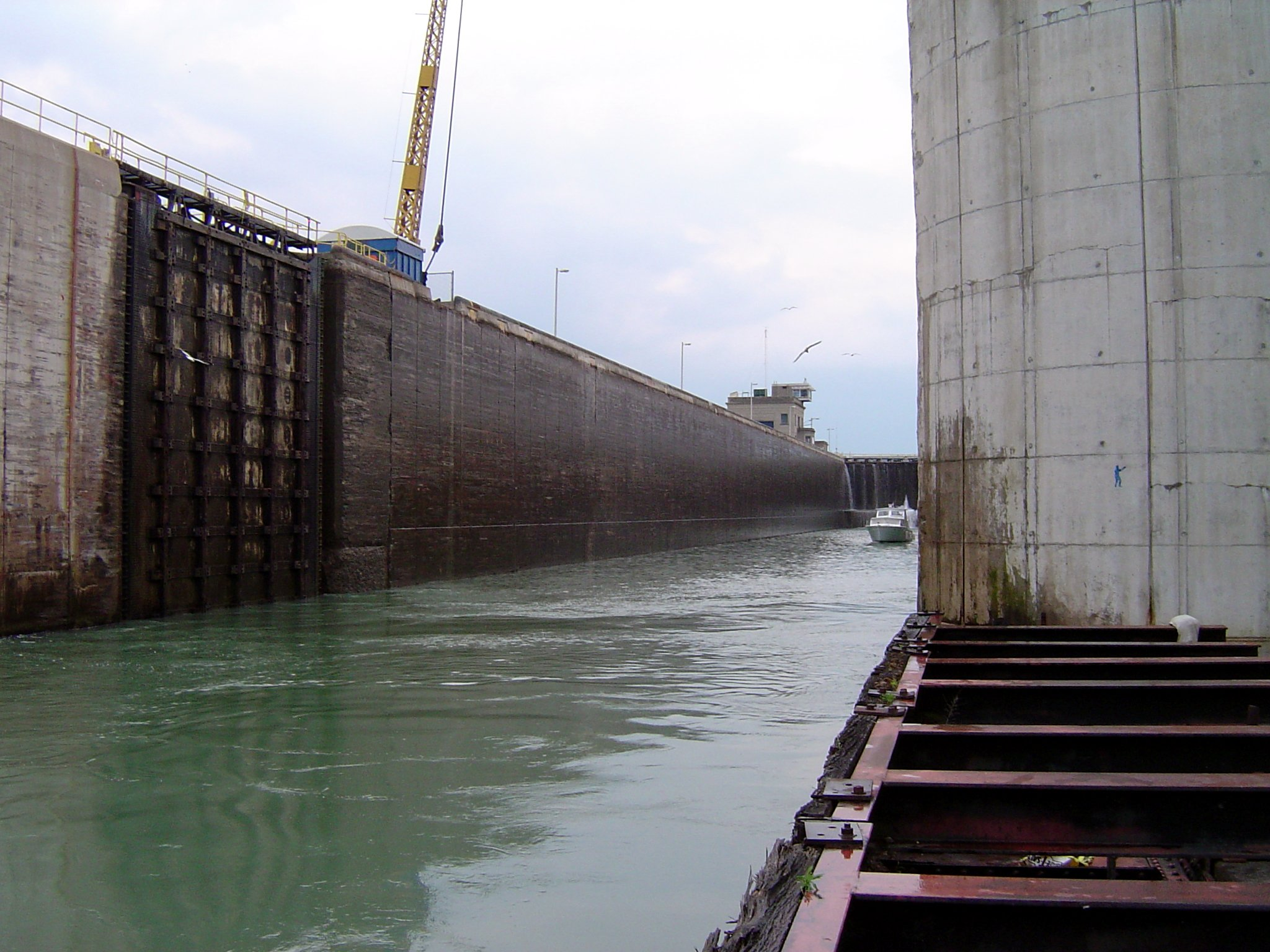
Канал «Велланд» (Порт-Веллер), шлюз № 1

Морской путь Святого Лаврентия является крупнейшим водным маршрутом внутри территории Канады. Все основные внутренние водные маршруты страны проходят по территориями реки Святого Лаврентия и Великих озёр, остальные каналы являются частью этих двух водных трасс.
- Морской путь Святого Лаврентия
- Канал Велланд
- Су-Локс
- Водный путь Трент-Севен
- Канал Ридо

### Порты и гавани
Вплоть до 1983 года более трёхсот портов по всей стране находились в собственности Министерства транспорта, а морские и речные порты Галифакса, Сент-Джона, Шикутими, Труа-Ривьер, Черчилл и Ванкувера — в ведении Национального портового комитета. После акционирования всех объектов в собственности государства осталось только 19 крупных морских портов:

#### Западное побережье
- Виктория, Британская Колумбия
- Ванкувер, Британская Колумбия
- Нью-Вестминстер, Британская Колумбия
- Принс-Руперт, Британская Колумбия

#### Восточное побережье
- Галифакс, Новая Шотландия
- Сент-Джон, Нью-Брансуик
- Сент-Джон, Ньюфаундленд и Лабрадор
- Сет-Иль, Квебек
- Сидни, Новая Шотландия
- Ботвуд, Ньюфаундленд и Лабрадор

#### Северная и центральная части

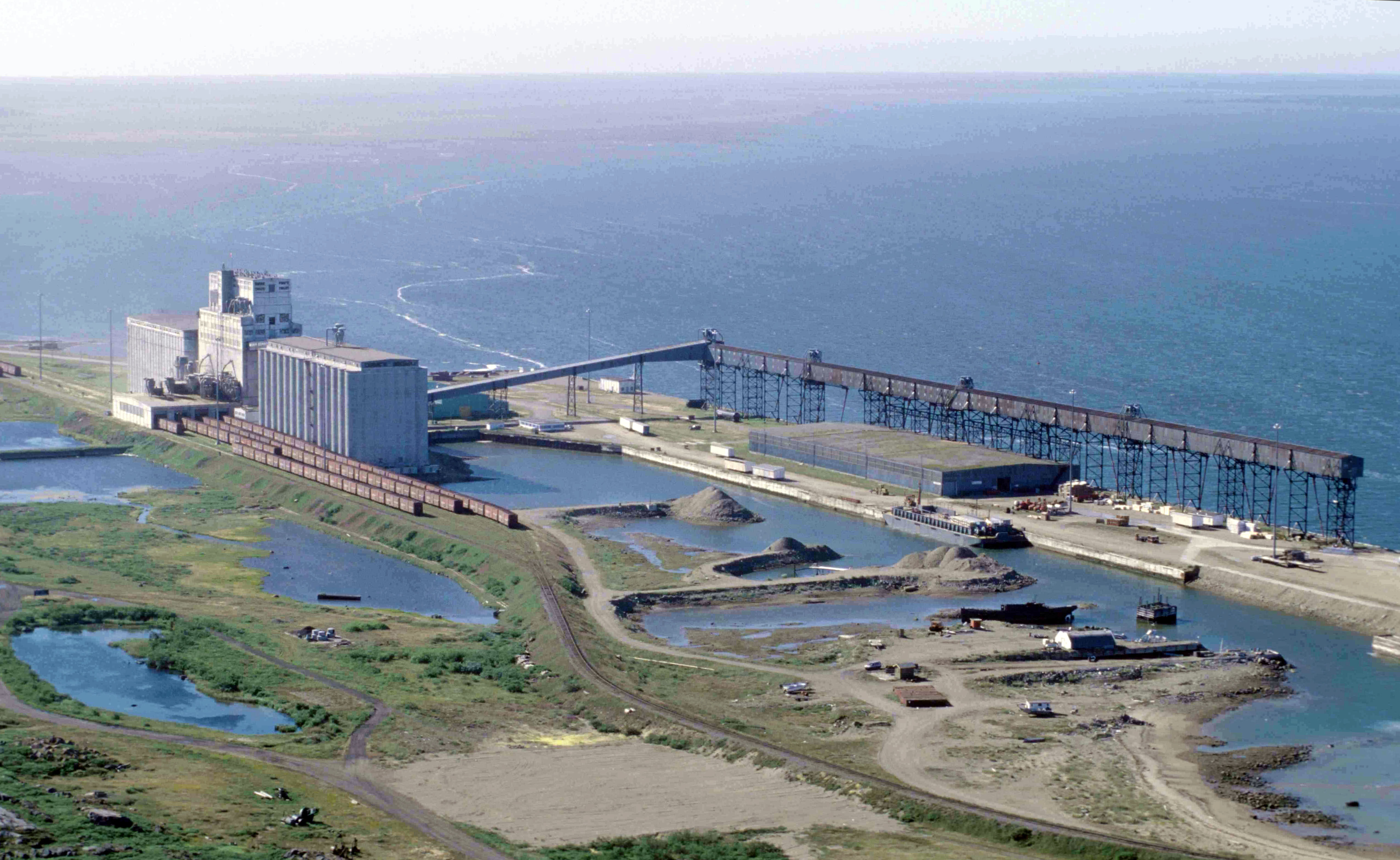
Морской порт Шикутими

- Беканкур, Квебек
- Черчилл, Манитоба
- Гамильтон, Онтарио
- Монреаль, Квебек
- Квебек, Квебек
- Труа-Ривьер, Квебек
- Тандер-Бей, Онтарио
- Торонто, Онтарио
- Уинсор, Онтарио

### Торговый флот
К концу 2007 года торговый флот Канады состоял из 173 морских судов объём в одну и более регистровых тонн (GRT) общим дейдвейтом в 716 340 метрических тонн или 2 129 243 GRT.

## Общественный транспорт

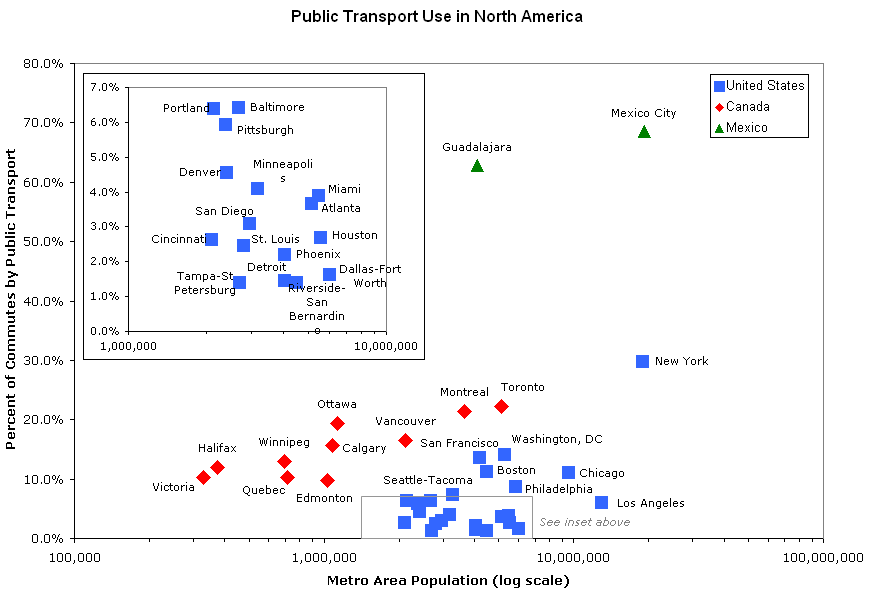
Сравнительная схема использования общественного транспорта жителями крупнейших городов Канады и Соединённых штатов Америки

Общественный транспорт в городах Канады играет существенную роль в их инфраструктуре и деятельности населения. Шесть крупнейших городов страны имеют метрополитены и легкорельсовый транспорт, в трёх из них работают системы пригородного железнодорожного сообщения, однако в большинстве городов Канады общественный транспорт представляют только автобусы.
В 2006 году около 11 % жителей Канады пользовались услугами общественного транспорта для поездок на свою работу. В сравнении с тем, что 72,3 % жителей добирается на работу на своих автомобилях, 6,4 % — пешком и 1,3 % на велосипедах, данные об использовании общественного транспорта выглядят несколько блёкло. Однако, доля общественного транспорта в Канаде в два-три раза выше, чем в Соединённых Штатах, где сервисом массовых перевозок при поездках на работу пользуются всего лишь 4,8 %  жителей страны.
Данные статистики вкупе с постоянным уменьшением доли собственности государства и снижением правительственного субсидирования общественного транспорта заставляет муниципалитеты страны расходовать значительно больше средств на массовые перевозки в сравнении с Соединёнными Штатам. Этими же причинами объясняется почти полное отсутствие в последнее время капитальных вложений в метрополитены и переходу на строительство более дешёвого легкорельсового транспорта.

### Метрополитены
В шести крупнейших городах Канады работают следующие системы метро и скоростного трамвая: Метрополитен Торонто, Монреальский метрополитен, скоростные трамваи SkyTrain в Ванкувере, C-Train в Калгари, Эдмонтонский легкорельсовый транспорт и O-Train в Оттаве.
| Расположение                  | Название                              | Среднедневной поток (по рабочим дням) | Общая длина путей     |
| ----------------------------- | ------------------------------------- | ------------------------------------- | --------------------- |
| Торонто, Онтарио              | Toronto Subway/RT                     | 945 000 (на 2007 год)                 | 68,3 км (на 2007 год) |
| Монреаль, Квебек              | «metro» или «métro»                   | более 835 000                         | 65,33 км              |
| Ванкувер, Британская Колумбия | SkyTrain                              | 354 000                               | 68,7 км               |
| Калгари, Альберта             | C-Train                               | 297 500 (на 2008 год)                 | 44,9 км               |
| Эдмонтон, Альберта            | Эдмонтонский легкорельсовый транспорт | 50 000                                | 15,2 км               |
| Оттава, Онтарио               | O-Train                               | 10 000                                | 8 км                  |

### Пригородное железнодорожное сообщение
Системы пригородного железнодорожного сообщения эксплуатируются в трёх городах Канады: Монреаль, Торонто и Ванкувер:
| Расположение                  | Название                         | Среднедневной поток (по рабочим дням) | Общая длина путей    |
| ----------------------------- | -------------------------------- | ------------------------------------- | -------------------- |
| Торонто, Онтарио              | GO Transit                       | 170 000                               | 390 км               |
| Монреаль, Квебек              | Столичное транспортное агентство | 51 900 (на 2003 год)                  | 201 км (на 2003 год) |
| Ванкувер, Британская Колумбия | West Coast Express               | 10 500 (на 2008 год)                  | 69 км                |

## Трубопроводы

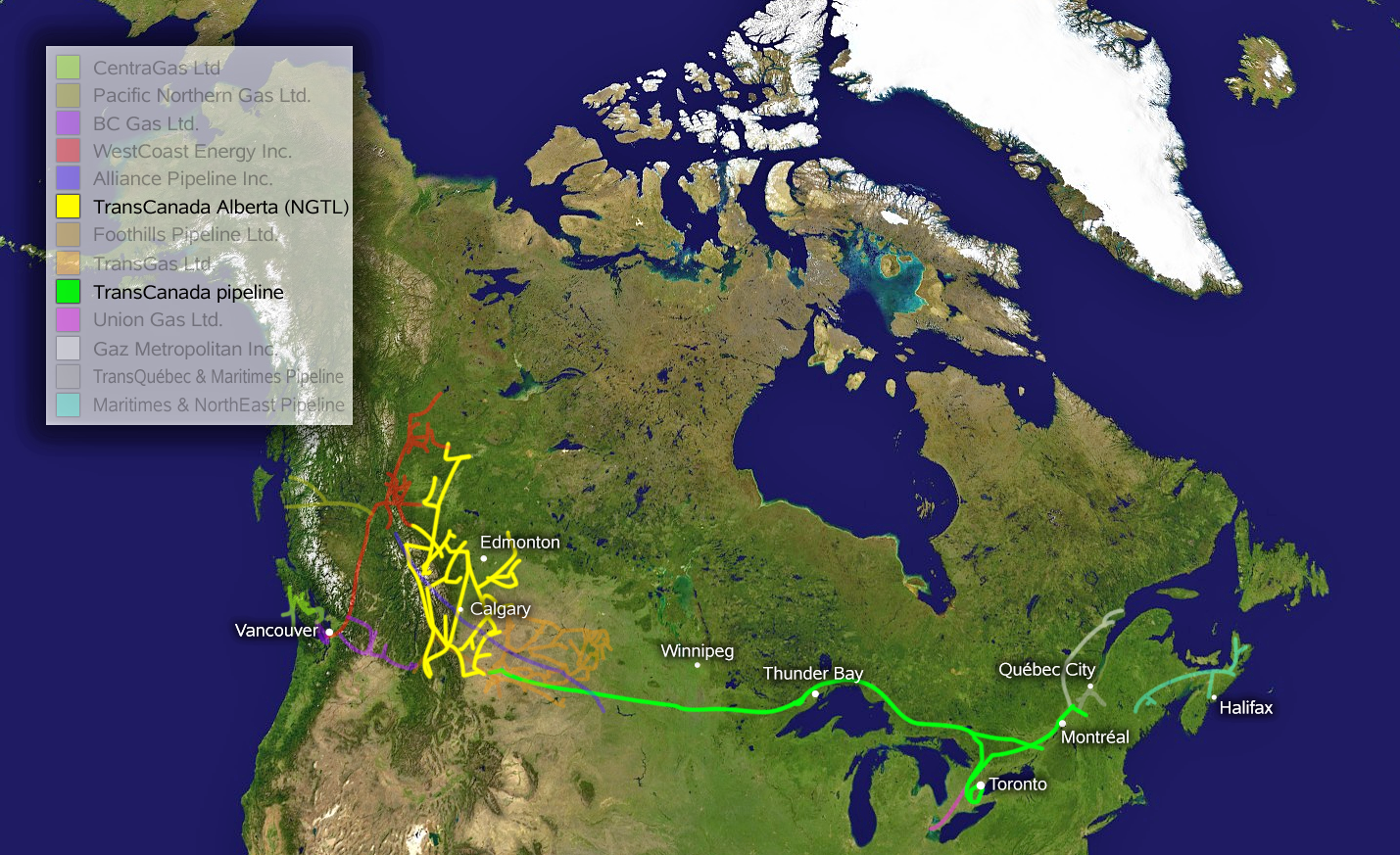
Система газопроводов TransCanada

Система трубопроводов страны является частью обширной индустрии добычи и транспортировки природных источников энергии и предназначена для перемещения на малые, средние и большие расстояния природного газа, сжиженного природного газа, сырой нефти и её продуктов.
Общая длина трубопроводов для транспортировки сырой нефти и нефтепродуктов в Канаде составляет 23 543 километра, суммарная длина всех газопроводов страны 74 980 километров.